# USS Independence (CV-62)
O porta-aviões USS Independence (CV-62), da Classe Forrestal, serviu a Marinha estadunidense entre janeiro de 1959 a setembro de 1998.
Este foi o quinto navio norte-americano a receber este nome, e foi oferecido à Marinha do Brasil, por US$ 80 milhões, antes da oferta do PA Foch feita pela França.[carece de fontes?]
|  |